# Ambohimangakely
Ambohimangakely é uma comuna de Madagascar, pertencente ao distrito de Antananarivo-Avaradrano, na região de Analamanga. Sua população, segundo o censo de 2001, era de 45 932 habitantes.